# Eustrotia deltoidalis
Eustrotia deltoidalis là một loài bướm đêm trong họ Noctuidae.